# Courbe épidémique
La courbe épidémique est la représentation graphique du nombre de cas d’une maladie ou d’un évènement de santé en fonction du temps, dans une population, un lieu et pendant une période donnée.
Étape descriptive essentielle d’une enquête épidémiologique, la courbe épidémique constitue un reflet de la dynamique de l'épidémie : elle permet de visualiser le début, le maximum et la fin de l'épidémie, de suivre son évolution, et ainsi d'évaluer l'efficacité des mesures de contrôle ; elle permet aussi de faire des hypothèses sur le mode de transmission de l'agent incriminé, son temps d'incubation ainsi que de calculer la période d'exposition à cet agent.

## Dessiner une courbe épidémique

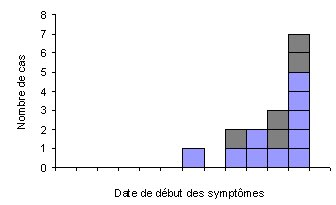
Exemple de courbe épidémique. Chaque case représente un cas.

La courbe épidémique représente le nombre de cas d’une maladie en fonction du temps. Elle est le plus souvent représentée par un histogramme dans un repère orthogonal ; il n'y a donc pas d'espace entre colonnes adjacentes,,.
Il existe des variantes, chaque cas peut être représenté par une case, ce qui permet, si besoin, de distinguer par l'affectation de différentes couleurs ou motifs certaines caractéristiques des cas : cas confirmés, cas probables, cas secondaires, cas décédés, différentes souches phylogénétiques identifiées dans l'épidémie, différents lieux d'origine des cas, etc.

### Abscisse

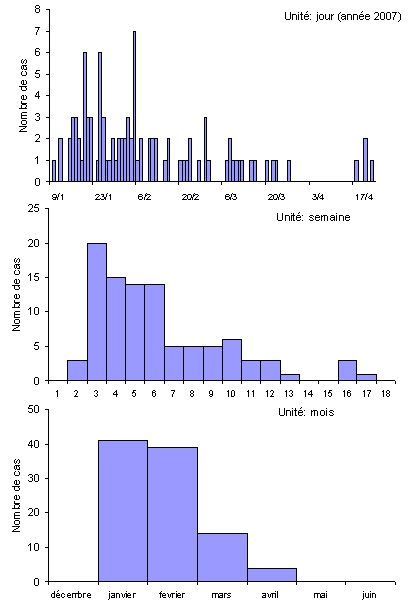
Variation de la courbe épidémique en fonction de l'unité d'agrégation temporelle utilisée.

L’échelle de temps est représentée en abscisse et son unité peut varier d’une courbe à l’autre : heure, jour, semaine…
Par convention, l’unité de temps utilisée dans les courbes épidémiques doit être comprise entre un tiers et un huitième de la période d’incubation de la maladie. Si la durée d’incubation n’est pas connue, il faut faire plusieurs courbes épidémiques avec des unités de temps différentes et choisir la plus informative,,,,.
De même, l’échelle de temps d’une courbe épidémique doit commencer avant le début de l’épisode épidémique, pour mettre en évidence, s’il y a lieu, le niveau endémique de base de la maladie, et se poursuivre au-delà de la fin de l’épidémie. On recommande d’utiliser une période avant et après la courbe épidémique équivalente à deux fois la durée d’incubation de la maladie, ou une à deux semaines si cette dernière est inconnue.
L’aspect de la courbe épidémique est sensible au choix de l’unité de temps utilisée en abscisse. Une agrégation temporelle inappropriée risque donc de masquer certains détails importants pour l’interprétation de la courbe,.  

### Ordonnée

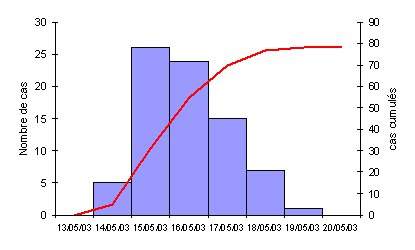
Courbe épidémique avec cas incidents (histogramme) et cas cumulés (courbe).

En ordonnée sont représentés le nombre de cas incidents qui correspondent à la date en abscisse. Certaines variantes peuvent représenter le nombre cumulé de cas ou les taux d’attaque .
La courbe des cas cumulés est d’allure logarithmique ; elle reflète la vitesse d’apparition des nouveaux cas en fonction du temps. 
Le taux d’attaque est calculé à partir du nombre de cas divisé par le nombre de personnes exposées. Il nécessite donc que cette dernière valeur soit connue.
Les événements peuvent quant à eux être décomptés, le plus souvent par date de début des symptômes mais parfois aussi par date de diagnostic ou par date de déclaration.

### Aspect géographique

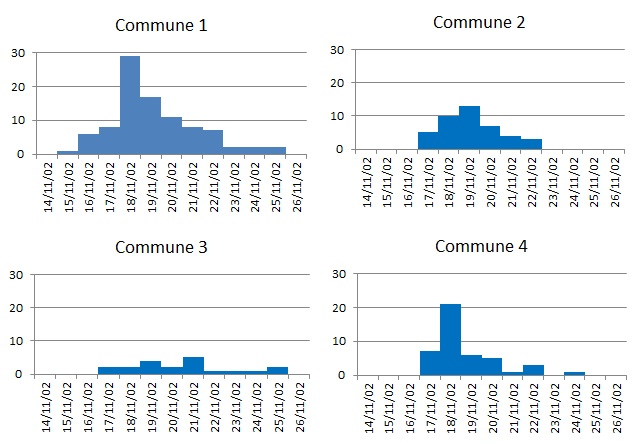
Variation de la courbe épidémique d'une même épidémie en fonction du lieu de recueil des cas.

À échelles d'abscisse et d'ordonnée constantes, l'aspect de la courbe d’une même épidémie peut changer en fonction du lieu de recueil des cas.
Le nombre de foyers épidémiques peut orienter sur le type de transmission de l’épidémie. En effet, une épidémie qui présente de multiples foyers évoquera une épidémie par propagation alors qu’une source commune sera plutôt associée à une localisation unique ou limitée, avec éventuellement une extension par contiguïté,. Cette règle n’est toutefois pas absolue. Les exemples sont nombreux d’épidémies multifocales liées à des aliments contaminés au niveau de leur site de production qui sont transportés et distribués à distance de la source.

## Interpréter une courbe épidémique
La courbe épidémique peut donner un certain nombre d’informations sur l’épidémie.

### Caractéristiques d’une courbe épidémique

#### L'étendue
C'est-à-dire l’intervalle entre le premier cas et le dernier cas, permet d’estimer la durée totale de l’épidémie.
Dans le cas d’une épidémie de source commune ponctuelle, cette étendue donne une estimation des durées d’incubation minimale et maximale de l’agent incriminé, si la date d’exposition est connue .

#### La médiane
La médiane divise la courbe épidémique en deux moitiés de mêmes effectifs. On s’intéresse plus exactement à la date de survenue du cas médian.
En cas d’épidémie de source commune ponctuelle, la durée d‘incubation médiane de la maladie peut être estimée par le délai entre l’exposition et la médiane de la courbe épidémique ,,.

#### L'existence d'un cas isolé («outliers»)
Il peut s’agir d’un cas sans rapport avec l’épisode épidémique ; il peut alors représenter le niveau de base de la maladie dans la population,.
Il peut s’agir aussi du cas index : sujet avec une durée d’incubation beaucoup plus courte que les autres ou sujet source à l’origine de la contamination des autres personnes, qui sont alors des cas secondaires.
 
Dans cette dernière hypothèse, le délai entre ce cas et le début (ou la médiane) de la courbe permet alors d’estimer la durée d’incubation de la maladie,,.

#### Le mode
Le mode ou valeur dominante d'une série statistique, est la valeur qui a le plus grand effectif. Une distribution est unimodale si elle présente un maximum marqué, un pic, qui correspond au mode. S'il y a plusieurs maxima relatifs, la distribution est alors plurimodale.
Le mode permet d’orienter sur le type de transmission : unimodal : source commune ponctuelle, plurimodal : transmission de personne à personne ou vectorielle (épidémies par propagation), et plateau : source commune continue ,.
Si la courbe présente plusieurs pics, la valeur moyenne du temps écoulé entre les différents pics permet de calculer l’intervalle intergénérationnel. Cet intervalle permet d’approcher la durée du cycle de reproduction: durée moyenne entre la survenue de l’infection chez deux sujets distincts, le premier étant la source de l’infection du second. Si la période d'incubation et la période infectieuse sont à peu près similaires, alors les pics en moyenne sont séparés par une période correspondant à la durée de l'incubation.

#### La  pente de la tangente en un point de la courbe et son signe
Elle permet de calculer la vitesse d’apparition de nouveaux cas et, par son signe, de donner une idée de la croissance ou de la décroissance de l'épidémie en cours.
En effet, lorsqu'une variable est fonction du temps, la vitesse instantanée de variation de cette variable est donnée par sa dérivée. 
Le calcul de la dérivée revient graphiquement à rechercher la pente de la tangente à la courbe représentative de la fonction en ce point.

### Type de transmission
L’analyse de l’allure générale de la courbe permet de développer des hypothèses sur le mode de transmission de l’agent causal,,,,,,:
D’un point de vue épidémiologique, on distingue les types de transmission suivants, qui sont associés à un profil caractéristique de courbe épidémique.

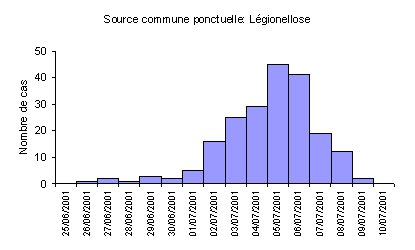
Courbe épidémique: source commune ponctuelle.

#### Source commune ponctuelle
Les membres de la population à risque sont exposés à l'agent causal sur une courte période ; le nombre de cas augmente rapidement, atteint un sommet, puis diminue graduellement. Ceci se traduit par une courbe asymétrique dans laquelle le mode est décalé vers la gauche du centre. La courbe épidémique dans ce type de transmission suit généralement une distribution log-normale.

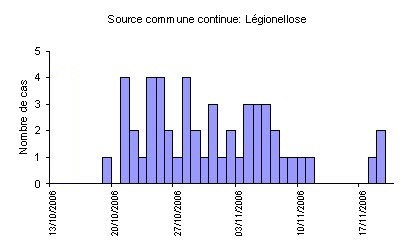
Courbe épidémique: source commune continue.

#### Source commune continue
L’exposition est alors prolongée (par convention elle excède la durée d’incubation de la maladie) ; l’ascension rapide du nombre de cas est suivie par une phase en plateau ; la diminution progressive du nombre de cas ne survient que lorsque l’exposition cesse.

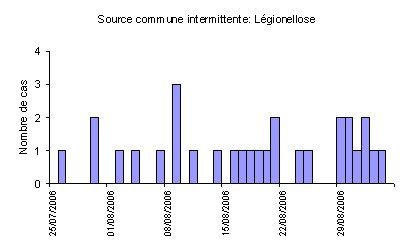
Courbe épidémique: source commune intermittente.

#### Source commune intermittente
La courbe montre un profil irrégulier ; les cas, groupés ou non, surviennent à intervalles variables ce qui reflète des expositions répétées.
Il est difficile dans ce dernier type de profil de déterminer si la source est commune avec émission irrégulière ou si les sources sont multiples et variées. L'écart de temps entre les cas pourrait aussi suggérer une transmission de personne à personne séparée d'une période d'incubation, mais les pics successifs n’augmentent pas de taille et ne fusionnent pas, comme ce serait le cas lors d'une propagation infectieuse où une personne atteinte en infecte plusieurs.

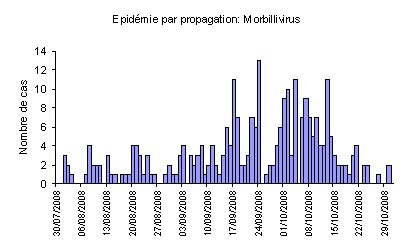
Courbe épidémique: épidémie par propagation.

#### Épidémie par propagation («propagated outbreak») ou transmission disséminée
Elle est caractérisée par une courbe présentant des pics multiples aux sommets de plusieurs vagues d’amplitude croissante ; la décroissance est lente.         
Ce type de profil se retrouve dans les maladies à transmission interhumaine : l’épidémie est propagée de personne à personne mais également dans les maladies à transmission vectorielle.
Les modes de transmission peuvent aussi être associés ou se succéder dans une même épidémie, par exemple source commune ponctuelle associée ou suivie d’une transmission interhumaine ,.

### Durée d’incubation
C’est l’intervalle qui s’étend entre l'acquisition de l'infection (contact avec l’agent) et l’apparition des premiers symptômes,,,,.
La courbe épidémique est étroitement liée à la durée d’incubation.

La durée d’incubation varie individuellement et la courbe de répartition des temps d’incubation d’une maladie dans une population exposée correspond à une courbe de distribution log-normale décrite par Sartwell ,,.
La période d’incubation est caractérisée par un minimum, une moyenne et un maximum. L’incubation moyenne peut être exprimée par les moyennes arithmétique, géométrique ou la médiane des valeurs de la courbe de distribution,,.
La variation des incubations est similaire pour une même maladie. La dispersion est indépendante de la durée moyenne de la période d’incubation. La dispersion semble toutefois moins importante pour les maladies virales et plus large dans les maladies bactériennes ou parasitaires,.

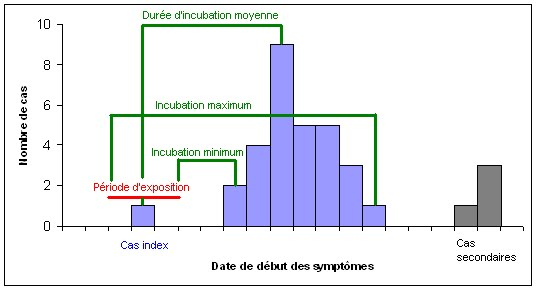
Courbe épidémique: évaluation du temps d'incubation de la maladie ou de la période d'exposition.

- Dans le cas d’une source commune ponctuelle, la courbe épidémique représente donc  la distribution des durées d’incubation. En effet, tous les cas de la courbe s’étendent sur une période correspondant à la période d’incubation. Les premiers cas, au début de la courbe, sont les sujets avec le temps d’incubation le plus court. Les autres cas se répartissent en fonction de la variabilité du temps d’incubation chez les différentes personnes infectées. La médiane de la courbe correspond alors à la durée d’incubation médiane[4],[6],[8],[11],[12]. Dans ces conditions, l’analyse de la courbe épidémique permet d’estimer la période d’incubation et/ou la période d‘exposition.

Si la date d’exposition est connue, le délai compris entre l’exposition et le pic de la courbe (mode) ou la date de survenue du cas médian représente la durée d’incubation médiane,,,,. Les délais compris entre l’exposition et respectivement le premier et le dernier cas de la courbe épidémique permettent d’estimer les périodes d’incubation minimale et maximale.
Inversement, la courbe permet d’identifier la période d’exposition par l’application des périodes d’incubation minimale et maximale de la maladie, si elles sont connues, respectivement aux dates de survenue  des premiers et derniers cas de l'épidémie.
- Si la source commune est continue, l’étendue de la courbe épidémique dépasse alors le maximum de la période d’incubation de l’agent incriminé. Les informations sur les périodes d'incubation ou d’exposition ne peuvent donc pas, comme précédemment, être obtenues[11],[12].

- Dans la transmission par propagation, l’étendue de la courbe représente plusieurs fois le temps maximum d’incubation. Toutefois, dans ce cas, si la période d'incubation et la période infectieuse sont à peu près similaires, les pics, en moyenne, sont séparés au début de l'épidémie, par une période correspondant à la durée de l'incubation[6],[11].